# Château de Genève
Le château de Genève ou château du Bourg de Four — qui ne doit pas être confondu avec le château épiscopal de l’Île — est un château ou une forteresse, aujourd'hui disparu, possession des comtes de Genève à partir probablement du XIe siècle, dans la cité de Genève. L'édifice aurait été détruit au cours du XIVe siècle.

## Situation
Le château était installé dans la ville haute, dominant le Bourg-de-Four et l'accès par la porte dite du Château-vieux ou du Bourg de Four, à l'angle sud-est de la cité,. Il se situait au-dessus de la rue de l'Hôtel-de-Ville de Genève. La porte, d'origine romaine du IVe siècle, a perduré jusqu'en 1841.

## Histoire
La première mention du château remonte à un document de 1124 sous la mention statio, dans l'accord de Seyssel.
En 1250, peut être 1249, le comte Guillaume II de Genève est à nouveau en guerre contre le frère du comte de Savoie, Pierre. Ce dernier, sans qu'on n'en sache plus, semble prendre possession du château. L'acte est jugé, selon l'historien Pierre Duparc, comme « un coup de maître ». Le règlement du conflit est mis à l'arbitrage de Philippe de Savoie, frère de Pierre. Le château, avec de nombreux autres biens, passe en gage,. Le règlement stipule que Pierre de Savoie a « le pouvoir de disposer des châteaux de Genève, des Clées, de Ballaison, des fiefs de Rue et de Langin, et généralement de tous les biens possédés par le comte de Genève depuis l'Arve jusqu'à la Dranse et de la Cluse de Gex jusqu'au pont de Bargen sur l'Aar, à l'exception du fief du sire de Faucigny, du château de Charousse et des possessions comtales à Lausane et aux environs. ». L'affaire opposant les deux hommes, qui remonte à 1237, mène à la ruine de la maison de Genève.
Les fils du comte de Savoie, Amadée V, entrent avec une armée dans Genève et s'emparent du château. Ce dernier est détruit par le feu, le 22 avril.

## Description
Dominant la cité, la partie sud « dominait des crêts aux pentes très abruptes. » Il semble que l'édifice se soit installé sur les anciens remparts de la cité romaine.

## Châtellenie comtale
Le château de Genève est le siège d'une châtellenie, dit aussi mandement (mandamentum), qui passe sous le contrôle savoyard à partir de 1250. Le châtelain est un « [officier], nommé pour une durée définie, révocable et amovible »,. Il est chargé de la gestion de la châtellenie ou mandement, il perçoit les revenus fiscaux du domaine, et il s'occupe de l'entretien du château.